# Granger (Wyoming)
Pour les articles homonymes, voir Granger.
Granger est une municipalité américaine située dans le comté de Sweetwater au Wyoming.
Lors du recensement de 2010, sa population est de 139 habitants. La municipalité s'étend sur 2,53 milles carrés (6,55 km2).